# Cubnezais
Cubnezais es una población y comuna francesa, situada en la región de Aquitania, departamento de Gironda.

## Demografía
| 490 | 481 | 531 | 832 | 1045 | 1049 |
| Para los censos de 1962 a 1999 la población legal corresponde a la población sin duplicidades (Fuente: INSEE [Consultar]) |     |     |     |      |      |